# Espejo
Espejo é um município da Espanha na província de Córdova, comunidade autónoma da Andaluzia. Tem 56,64 km² de área e em 2021 tinha 3 272 habitantes (densidade: 57,8 hab./km²).

## Demografia
| Variação demográfica do município entre 1991 e 2004 | Variação demográfica do município entre 1991 e 2004 | Variação demográfica do município entre 1991 e 2004 | Variação demográfica do município entre 1991 e 2004 |
| --------------------------------------------------- | --------------------------------------------------- | --------------------------------------------------- | --------------------------------------------------- |
| 1991                                                | 1996                                                | 2001                                                | 2004                                                |
| 5074                                                | 4065                                                | 3887                                                | 3821                                                |